# Suore domenicane di Maryknoll
Le Suore Domenicane di Maryknoll (in inglese Sisters of St. Dominic, Maryknoll) sono un istituto religioso femminile di diritto pontificio: le suore di questa congregazione pospongono al loro nome la sigla M.M.

## Storia
Le origini della congregazione risalgono al 16 gennaio 1912, quando un gruppo di donne guidato da Josephine Rogers, sotto la direzione di James Anthony Walsh, iniziò a lavorare presso la segreteria del seminario missionario di Maryknoll.
Nel 1914, su invito dell'arcivescovo di New York John Murphy Farley, il gruppo venne costituito in pia unione e il 14 febbraio 1920 il sodalizio venne eretto in congregazione religiosa. Le suore adottarono la regola del terz'ordine domenicano e il 15 febbraio 1924 le prime religiose emisero la loro professione dei voti perpetui.
La prima superiora generale della congregazione fu la Rogers, in religione madre Maria Giuseppina. L'istituto, aggregato all'ordine domenicano dal 10 giugno 1920, ricevette il pontificio decreto di lode il 12 dicembre 1954; le sue costituzioni vennero approvate definitivamente dalla Santa Sede il 12 maggio 1965.

## Attività e diffusione
Le religiose si dedicano all'insegnamento, all'assistenza sanitaria, al lavoro missionario e all'attività sociale.
Oltre che negli Stati Uniti d'America, la congregazione è presente in Asia (Bangladesh, Birmania, Cambogia, Cina, Corea del Sud, Filippine, Giappone, Taiwan, Thailandia, Timor Est), nelle Americhe (Bolivia, Brasile, Cile, Ecuador, El Salvador, Guatemala, Panama, Perù, Stati Uniti d'America), in Africa (Kenya, Namibia, Tanzania, Zimbabwe), in Oceania (Samoa Americane, Micronesia) e in Albania; la sede generalizia è a Maryknoll (New York).
Alla fine del 2008 la congregazione contava 531 religiose in 151 case.